# لاگرانژ (جورجیا)
لاگرانژ، جورجیا (به انگلیسی: LaGrange, Georgia) یک شهر در ایالات متحده آمریکا با جمعیت ۳۰٬۴۷۸ نفر است که در جورجیا واقع شده‌است.

## موقعیت جغرافیایی
موقعیت جغرافیایی شهرها و مناطق اطراف به شرح زیر است:

## نگارخانه

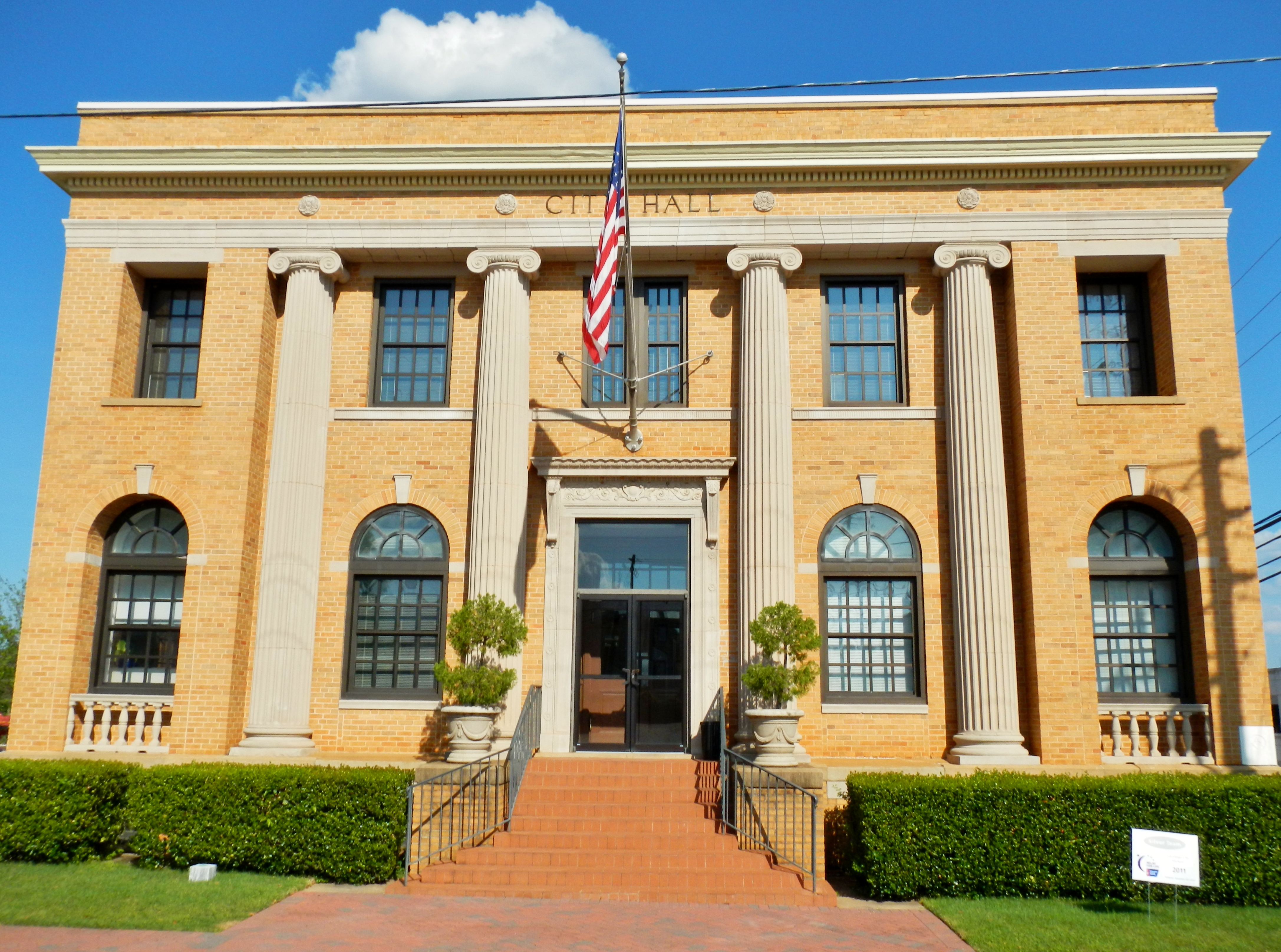
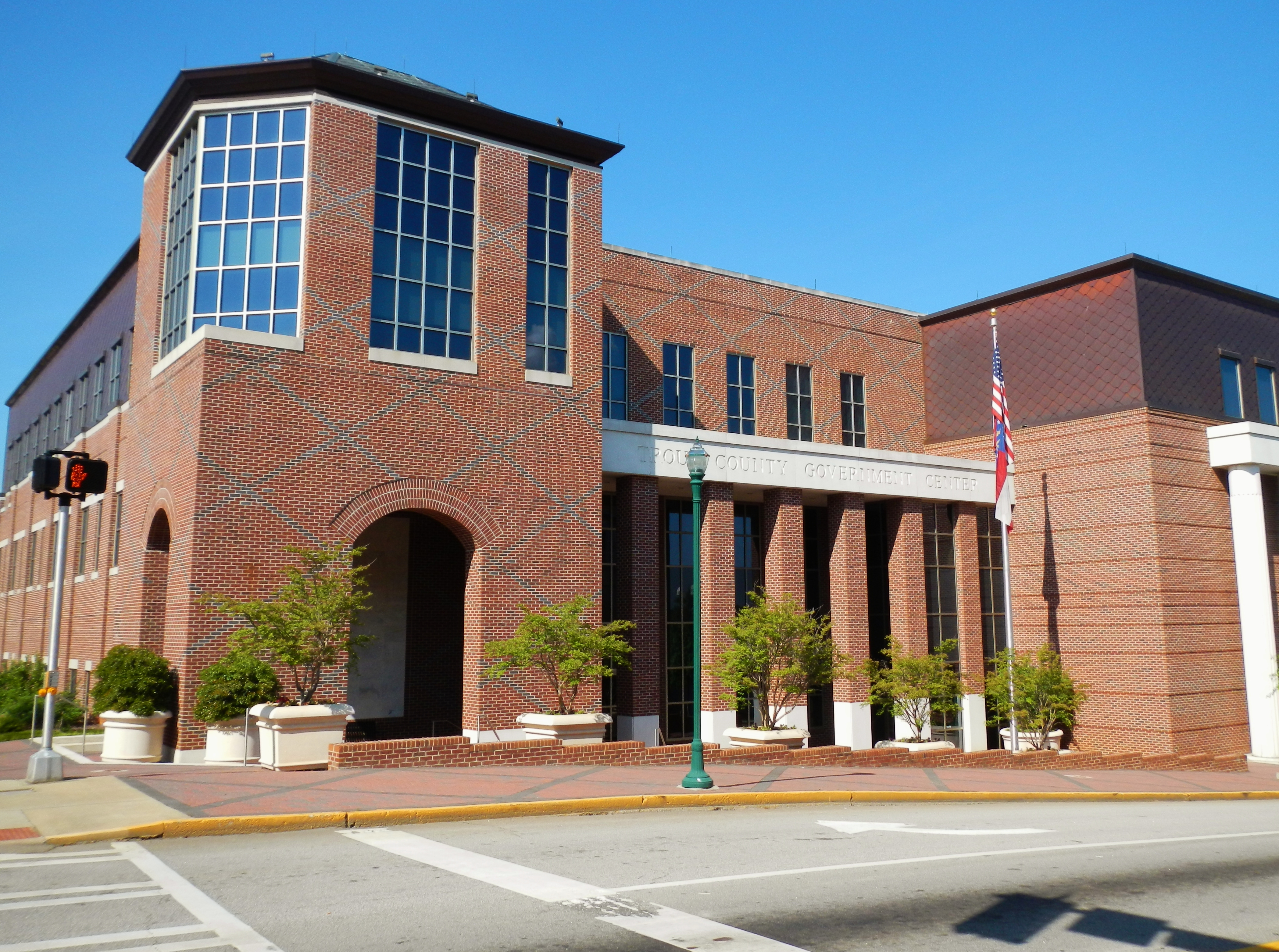
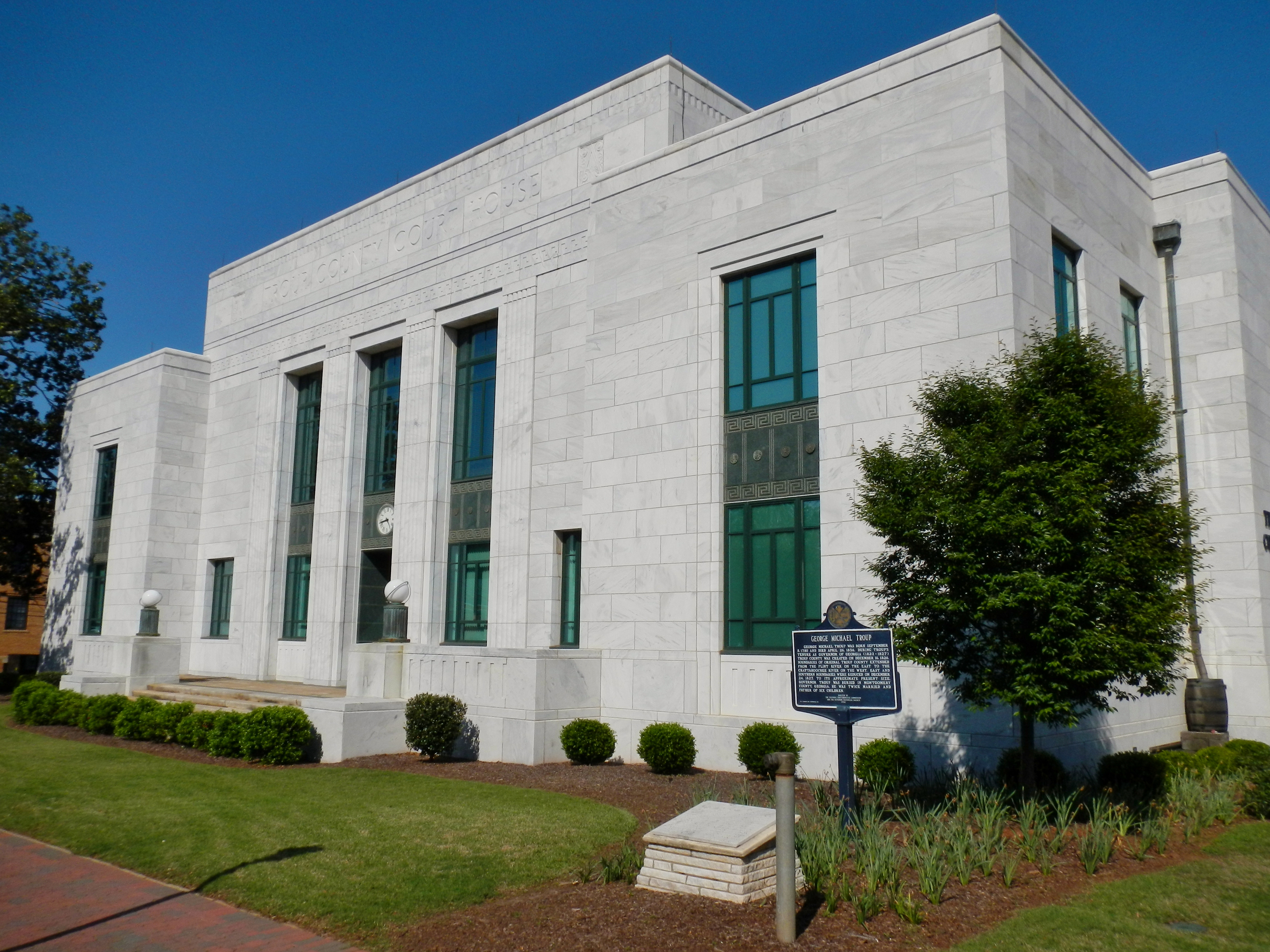
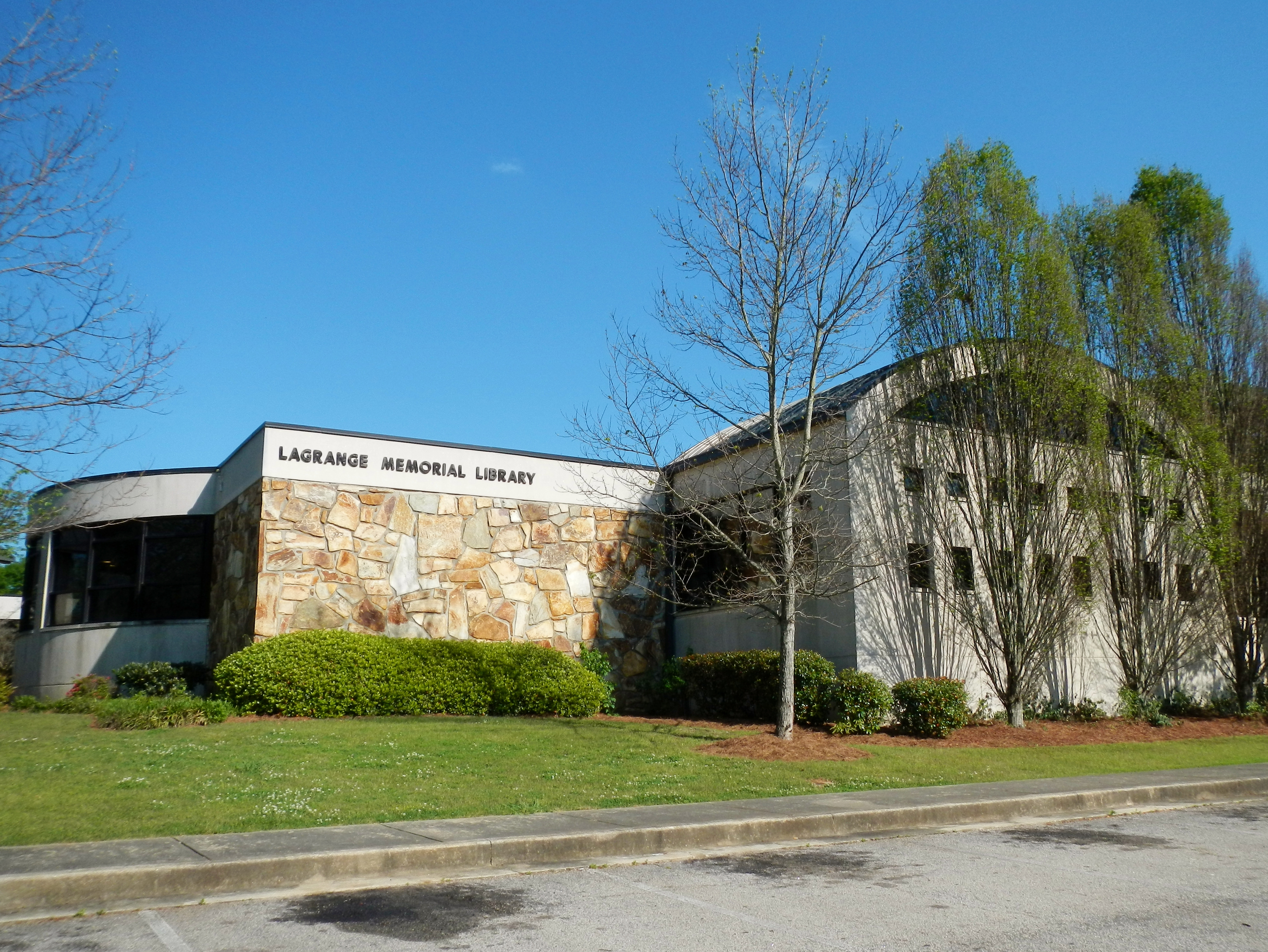
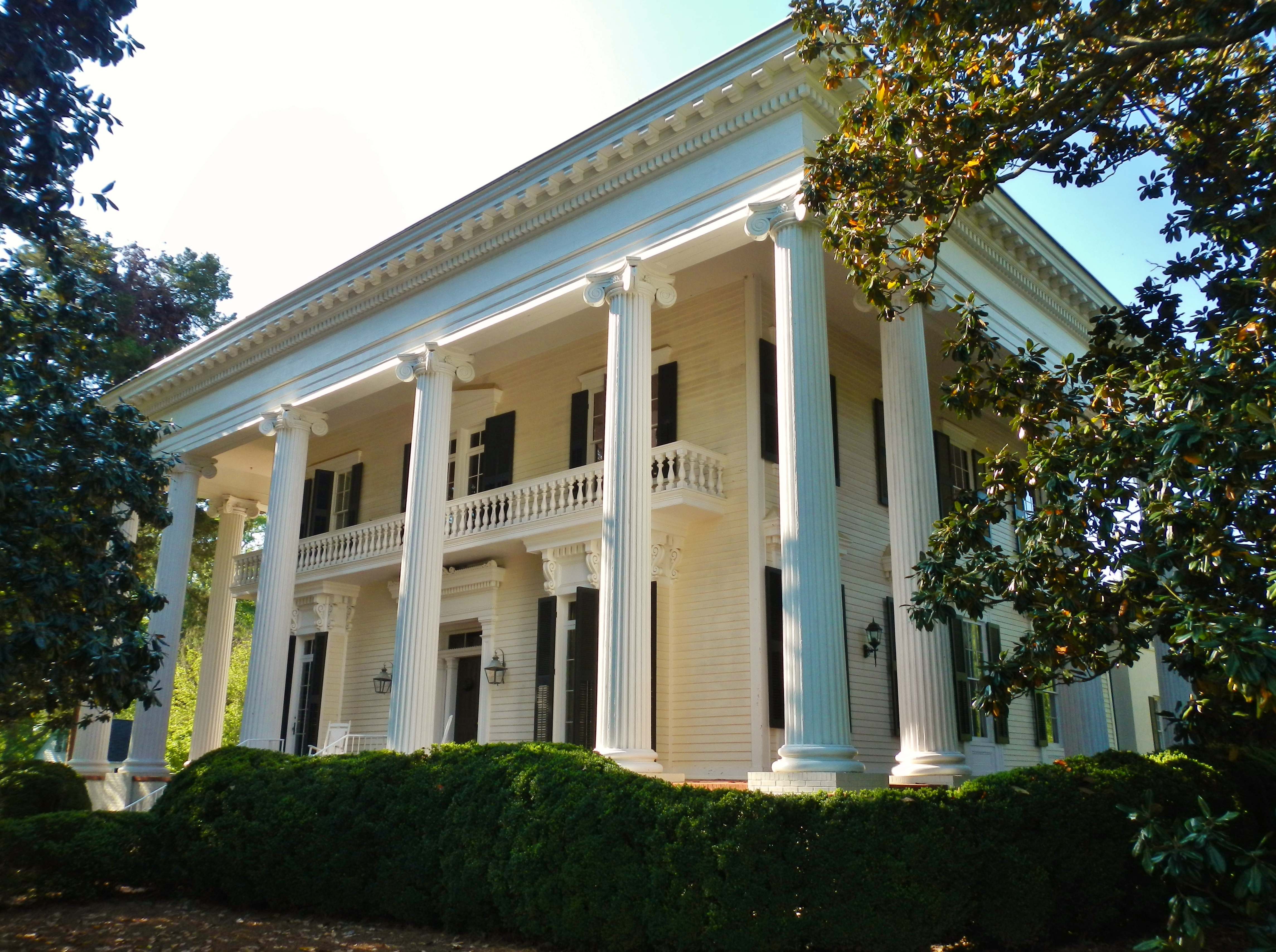
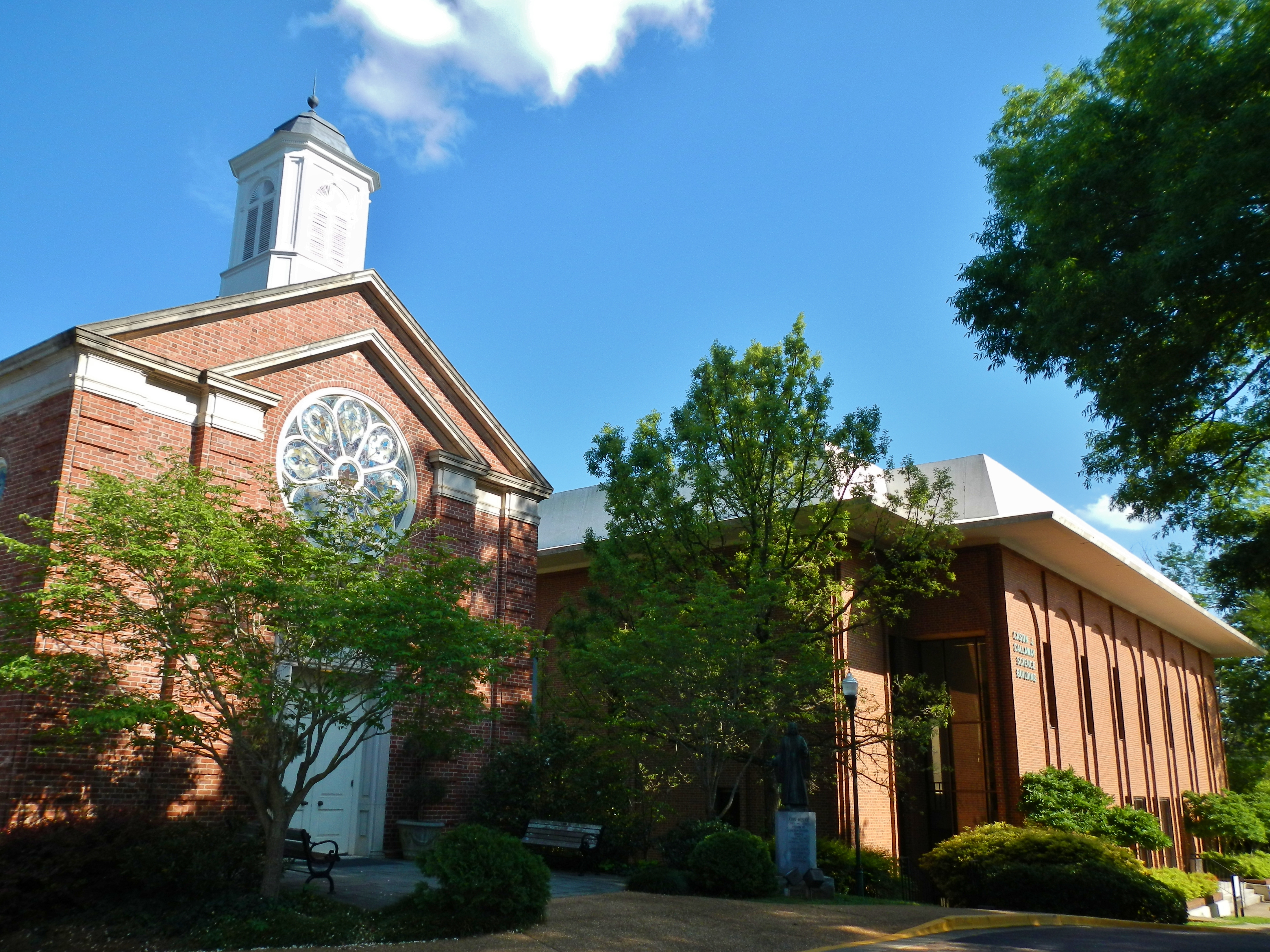